# Novozbúriivka
Novozbúriivka (en (ucraïnès): Новозбур'ївка, en rus: Новозбурьевка, Novozbúrievka) és un poble de la República Autònoma de Crimea a Ucraïna, que el 2014 tenia 407 habitants. Pertany al districte de Simferòpol.